# Wapen van Sluis (voormalige gemeente)

Het wapen van de stad Sluis

Het wapen van Sluis werd op 31 juli 1817 aan de Zeeuwse gemeente Sluis bevestigd. De gemeente werd in 1995 opgeheven na een fusie met de gemeente Aardenburg, waardoor het wapen niet langer meer in gebruik is. 

## Blazoenering
De blazoenering van het wapen luidde als volgt:
Van keel, beladen met 2 golvende fascen van zilver. Het schild gedekt door een kroon van goud.
Het schild is rood van kleur waarop twee golvende, zilveren dwarsbalken, mogelijk symbolen voor het Zwin. In de blazoenering wordt niet vermeld dat de kroon bestaat uit 19 parels waarvan 16 op de band van de kroon staan.

## Geschiedenis
Het gemeentewapen is afgeleid van het wapen van de stad Sluis. Een eerste wapen van wat nu Sluis heet, eerdere namen zijn Lammingsvliet of Lambertsvliet, werd afgebeeld op een zegel van tussen 1290 (het jaar dat de plaats stadsrechten verkreeg) en 1300. Het zegel vertoont een zeilend schip waarop een bisschop staat. De bisschop houdt zijn rechterhand opgeheven en in zijn linkerhand een bisschopsstaf. Links van het schip vier vissen en rechts twee. Het contrazegel uit dezelfde periode toont eveneens een schip, maar zonder de bisschop en met minder vissen: een vis aan elke kant van het zeil.
Rond 1309 verschijnt er een nieuw zegel waarop de Maagd Maria met Kind afgebeeld staat. Tien jaar later staan er twee schildjes met golvende dwarsbalken. In de 18e eeuw staan alleen nog de twee golvende dwarsbalken op een zegel afgebeeld.
Het wapen werd op 31 juli 1817 aan de gemeente Sluis toegekend. Na de fusie in 1995 werd in de onderste helft van het wapen van Sluis-Aardenburg een rood veld met een zilveren golflijn opgenomen als verwijzing naar het oude wapen van Sluis. Sinds 2003 valt het gebied onder een nieuwe gemeente Sluis. In het wapen van deze nieuwe gemeente is het oude wapen van Sluis in de schildvoet opgenomen.

## Verwante wapens
De volgende wapens zijn verwant aan het wapen van de stad Sluis:

Het wapen van Heille
Het wapen van Sluis-Aardenburg
Het wapen van de huidige gemeente Sluis